# 费迪南多·梅利奥
费迪南多·梅利奥（義大利語：Ferdinando Meglio，1959年6月27日—），意大利男子击剑运动员。他曾获得1984年夏季奥运会男子佩剑团体金牌、1980年夏季奥运会男子佩剑团体银牌和1988年夏季奥运会男子佩剑团体铜牌。